# AC Landshut
Der AC Landshut (vollständiger Name AC Landshut Devils – Automobilclub Landshut e. V. im ADAC) ist ein deutscher Motorsportverein aus Landshut, der sich auf Speedwayrennen spezialisiert hat. Ab der Saison 2021 startet der Verein in der 2. polnischen Liga (dritthöchste Spielklasse).

## Geschichte

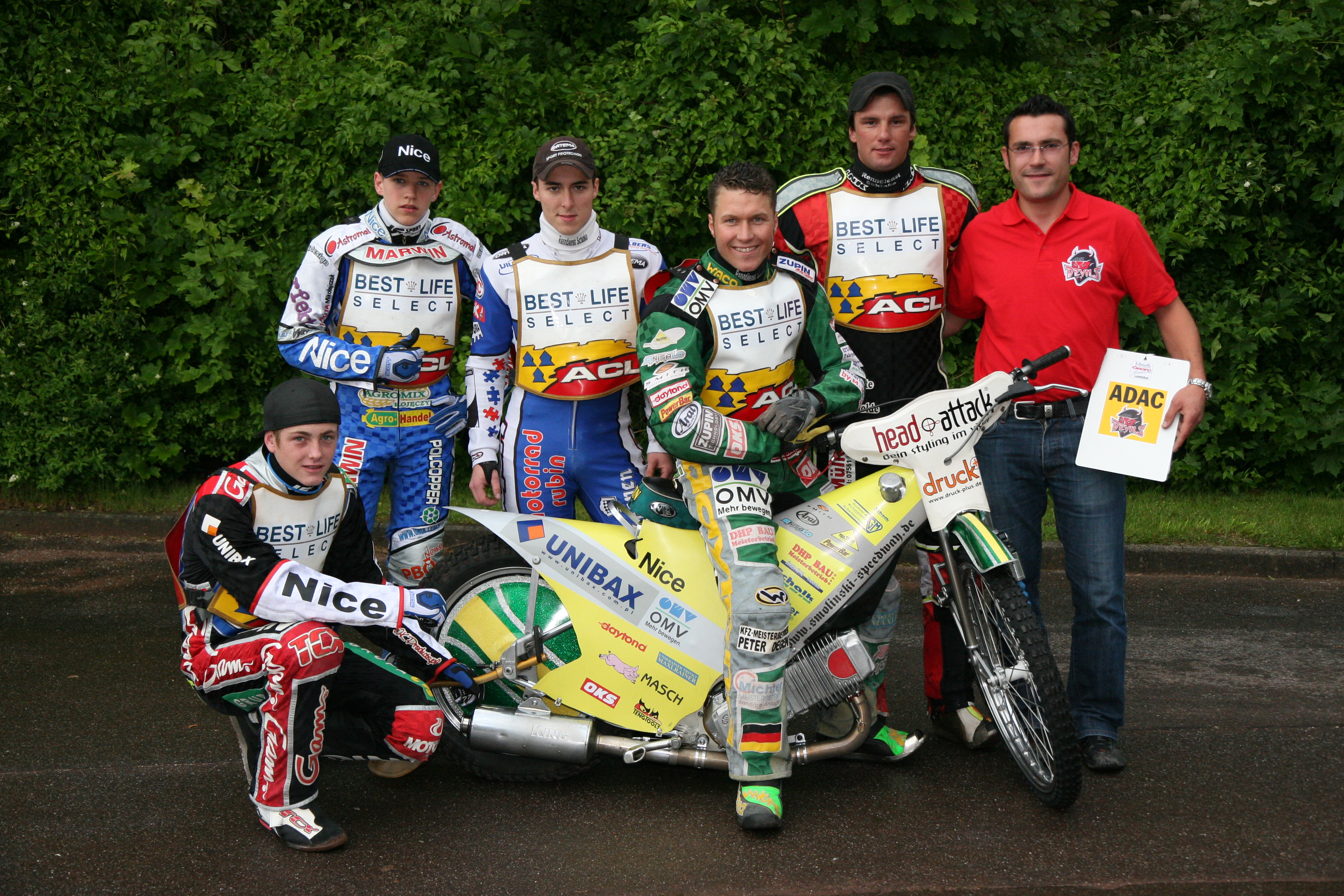
Vereinsmitglieder AC Landshut Devils (2009)

Der Automobilclub Landshut (ACL) wurde am 21. Oktober 1922 aus einer losen Verbindung der Landshuter ADAC-Mitglieder heraus gegründet. Am Sonntag, dem 19. November 1922, veranstaltete der Club – nach einem Bestehen von kaum vier Wochen – bereits eine Berg- und Flachprüfungsfahrt auf der neuen Bergstraße für Personenwagen und Motorräder. Die Veranstaltung war nur für die Mitglieder des ACL. Das Rennen begann vormittags 8:30 Uhr. An die Fahrer wurden die größten Anforderungen gestellt, mussten diese doch teilweise auf vollständig vereister Strecke fahren. Außer einigen kleinen Unglücksfällen wurde das Rennen glatt durchgeführt.
Am 4. März 1947 wurde auf Betreiben des Leiters der Straßenverkehrsdirektion Landshut, Herrn Reitberger, und unter aktiver Mitwirkung des späteren Gauvorsitzenden und ADAC-Präsidenten Franz Stadler die Wiedergründung des ACL beschlossen. Erster Vorsitzender nach dem Zweiten Weltkrieg wurde Landrat Franz Graf von Spreti. Im Mai 1952 wurde die Sandbahn im Hammerbachstadion von der Prüfungskommission abgenommen und am 15. Juni 1952 fand das Eröffnungsrennen statt. 120 Fahrer trugen hier ihre Kämpfe aus.

## Rennstrecken

### Hammerbachstadion
Bereits 1953 veranstaltete der ACL ein internationales Sandbahnrennen am Standort des heutigen Hammerbachstadions, zu dem sich 12.000 Zuschauer einfanden. Gewonnen wurde es vom Wiener Josef Chalupa. Einen Bahnrekord stellte Guggenberger aus Schierling mit 85,7 km/h auf. In den folgenden Jahren konnten sich so berühmte Namen wie Josef Seidl, „Wak“ Hofmeister, Albin Siegl, Peter Kern, Sinzinger, Hamberger, Tatum, Odakler Oestblom, Mathiasen, Manfred Poschenrieder, Aberl und Thomsson in die Starter und Siegerlisten einschreiben. 1971 startete ein Fahrerfeld mit sehr bekannten Namen: Barry Briggs, Jon Ödegaard Andy Ross, Graham Miles, Josef Angermüller, Christoph Betzl, Heinrich Sprenger, Rudolf Kastl, Alois Wiesböck, Otto Lantenhammer und Waldemar Bacik. 
Mit dem Beschluss des Bau des heutigen Stadions, erfolgte der Umzug an die heutige Stätte.

### Ellermühle
Ein neues Stadion Ellermühle wurde ab 29. August 1974 errichtet. Es besitzt eine Gesamtfläche von rund 76.000 Quadratmeter und ein Fassungsvermögen von 12.000 Besuchern. Die Länge der Bahn beträgt 390 m. Fertiggestellt war es am 17. August 1975 und anschließend konnten der ACL und die Stadt Landshut das Speedway-Stadion mit einem Eröffnungsrennen einweihen.
Im Zuge einiger Modernisierungsarbeiten im Jahr 2012 wurden weite Teile des Stadions überdacht. Seitdem ist das Stadion wieder tauglich für internationale Events wie zum Beispiel der „Best Pairs“-Serie, die live im Fernsehen übertragen wird. Das Stadion trägt nun den Namen One Solar Arena.
Die vom ACL aufgestellten Bundesliga- und später Superliga-Mannschaften erreichten bis heute 19 Deutsche Meisterschaften und neun deutsche Vizemeisterschaften, die einzelnen Fahrer holten ebenfalls viele und bedeutende Preise.

## Erfolge
- Europapokal der Landesmeister: 3. Platz (2000)
- 19-mal Deutscher Speedway-Mannschaftsmeister: 1977, 1978, 1979, 1982, 1984, 1986, 1989, 1991, 1993, 1999, 2000, 2009, 2010, 2011, 2012, 2013, 2016, 2017 und 2018
- 9-mal Deutscher Mannschaftsvizemeister: 1980, 1981, 1983, 1988, 1990, 1992, 2001, 2014 und 2015